# Гарі (Вадський район)
Гарі (рос. Гари) — село в Вадському районі Нижньогородської області Російської Федерації.
Населення становить 10 осіб. Входить до складу муніципального утворення Дубенська сільрада.

## Історія
Від 2009 року входить до складу муніципального утворення Дубенська сільрада.

## Населення
| 1999 | 2002 | 2010 |
| ---- | ---- | ---- |
| 27   | ↘23  | ↘10  |